# جان اسلیتر
جان اِسلِـیتر (به انگلیسی: John Slater) بازیگر اهل بریتانیا بود که معمولاً نقش شخصیت‌های غمگین اما خوش‌برخورد از گونهٔ اهالی شرق لندن را ایفا می‌کرد.
از فیلم‌ها یا مجموعه‌های تلویزیونی که وی در آن‌ها نقش داشته‌است، می‌توان به بن‌بست، یک داستان کنتربری، گذرنامه ورود به پیملیکو، من در میدان گراسونور زندگی می‌کنم، اسکناس یک میلیون پوندی، جان وزلی و تهران اشاره نمود.